# Mentzelia diehlii
Mentzelia diehlii är en brännreveväxtart som beskrevs av Marcus Eugene Jones. Mentzelia diehlii ingår i släktet Mentzelia och familjen brännreveväxter. Inga underarter finns listade i Catalogue of Life.